# Peștera, Bulgaria
Peștera (în bulgară Пещера) este un oraș în Obștina Peștera, Regiunea Pazargik, Bulgaria.

## Demografie
Componența etnică a orașului Peștera
     Turci (16,69%)
     Nicio identificare (15,31%)
     Bulgari (62,33%)
     Romi (4,46%)
     Altele (1,19%)
La recensământul din 2011, populația orașului Peștera era de 16.746 locuitori. Din punct de vedere etnic, majoritatea locuitorilor (62,33%) erau bulgari, existând și minorități de turci (16,69%) și romi (4,46%). Pentru 15,31% din locuitori nu este cunoscută apartenența etnică.